# Bryan Mark Rigg
Bryan Mark Rigg (Texas, 16 marzo 1971) è uno scrittore e storico statunitense.

## Biografia
Bryan Mark Rigg è nato negli Stati Uniti da una famiglia di origini tedesche. Dopo una prima laurea in storia conseguita nel 1996 alla Yale University (B.A.), ha successivamente conseguito il master nel 1997 e il dottorato nel 2002, entrambi presso l'Università di Cambridge. Ha prestato servizio come volontario nelle forze di difesa israeliane e come ufficiale nei Marines.
Prima come studente di storia e poi per crescente interesse personale ha indagato sulla sua genealogia familiare scoprendo che una sua bisnonna era di fede ebraica. Lo studio delle condizioni dei "Mischlinge" nella Germania nazista è uno dei temi principali delle sue opere.

## Affermazione come scrittore
L'affermazione internazionale come scrittore l'ha ottenuta con il libro Hitler’s Jewish Soldiers: The Untold Story of Nazi Racial Laws and Men of Jewish Descent in the German Military tradotto in italiano col titolo: I soldati ebrei di Hitler: la storia mai raccontata delle leggi razziali naziste e degli uomini di origine ebraica dell'esercito tedesco.

## Giudizio critico
Le tesi di Rigg ed il suo modo di proporle sono state criticate da Raul Hilberg e dallo storico inglese David Cesarani, che le hanno definite sensazionalistiche e non del tutto corrette. Analoghe riserve hanno espresso Richard J. Evans e Omer Bartov. 
Altri studiosi dell'Olocausto quali Michael Berenbaum e Christopher Browning hanno invece valutato positivamente le opere di Rigg.

## Opere
- (EN) Hitler's Jewish Soldiers: The Untold Story of Nazi Racial Laws and Men of Jewish Descent in the German Military, Lawrence (Kansas), University Press of Kansas, 2002, ISBN 978-0-7006-1178-2, OCLC 962492597. URL consultato il 9 giugno 2019 (archiviato dall'url originale il 6 giugno 2019).
  - edizione italiana: I soldati ebrei di Hitler: la storia mai raccontata delle leggi razziali naziste e degli uomini di origine ebraica dell'esercito tedesco, Roma, Newton Compton Editori, 2015, ISBN 978-88-541-7447-4, OCLC 955330275.
  - edizione tedesca: Hitlers jüdische Soldaten. Schöningh Verlag, Paderborn 2003. ISBN 3-506-70115-0
- (EN)  Hitler's Jewish soldiers in  Werner Abelshauser, The dynamics of German industry: Germany's path toward the new economy and the American challenge, New York, Berghahn Books, 2005, OCLC 57530039.
- (EN) The Rabbi saved by Hitler's soldiers: Rebbe Joseph Isaac Schneersohn and his astonishing rescue, Lawrence (Kansas), University Press of Kansas, 2016, OCLC 955209511.
  - edizione francese:  Sauvé du Reich: comment un soldat d'Hitler sauva le rebbe des Loubavitch, Parigi, Ed. de Fallois, 2005, OCLC 123483182.
  - edizione tedesca: Rabbi Schneersohn und Major Bloch: eine unglaubliche Geschichte aus dem ersten Jahr des Krieges. Hanser, München 2006. ISBN 978-3-446-20730-1
- (EN) Hitler Strikes Poland: Blitzkrieg, Ideology, and Atrocity (recensione), in Holocaust and Genocide Studies, vol. 19, n. 1, 2005,  p. 127–129.
- (EN) Lives of Hitler's Jewish Soldiers: Untold Tales of Men of Jewish Descent Who Fought for the Third Reich, Lawrence (Kansas), University Press of Kansas, 2009, ISBN 978-0-7006-1638-1.